# 扎波罗热热电站
扎波罗热热电站（烏克蘭語：Запорізька Теплова Електростанція），是乌克兰的一座火力發電廠，座落於扎波罗热州第聂伯河南岸城市埃內爾霍達爾，该热电站始建于1971年，1977年竣工投产，拥有一座320米高的烟囱，是乌克兰最高的独立基础构筑物。它是烏克蘭最強大的火力發電站，裝機容量為3,650 MWe。 它的主要燃料是煤炭，但它也可以燃燒天然氣和燃料油，並在煤倉附近為這些儲備燃料提供現場儲罐。 
此電廠與札波羅結核電廠僅相距約3公里。